# Bernhard Markwitz

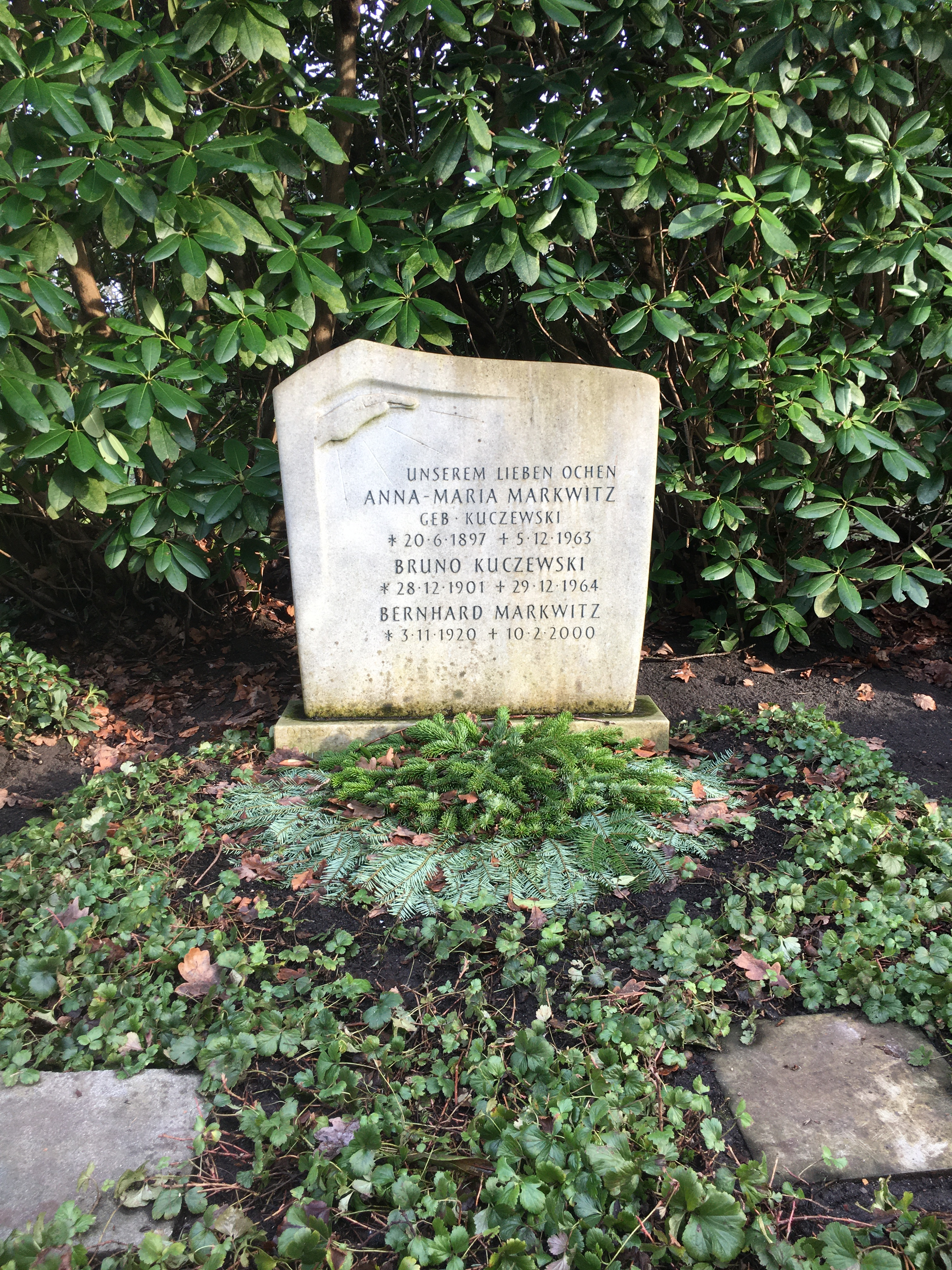
Grabstätte Bernhard Markwitz auf dem Ohlsdorfer Friedhof

Bernhard Markwitz (* 3. November 1920 in Königsberg i. Pr.; † 10. Februar 2000 in Hamburg) war ein deutscher Kaufmann. Markwitz gilt als Erfinder der Schwimmflügel in Deutschland.

## Leben
Markwitz entstammt einer Königsberger Hoteliersfamilie und wurde als Rettungsschwimmer ausgebildet. Nach dem Zweiten Weltkrieg und der britischen Kriegsgefangenschaft zog Markwitz 1948 nach Hamburg. Als Kaufmann handelte er mit Spirituosen und Kosmetik und arbeitete ab 1949 auch für die Deutsche Lebens-Rettungs-Gesellschaft (DLRG) in Hamburg. 1957 begann er mit einer von ihm entwickelten Kleinkinder-Schwimmausbildung für Drei- bis Sechsjährige bei der DLRG und war von 1953 bis 1961 Bezirksleiter der DLRG. Im Sommer 1956 war seine dreijährige Tochter Annette in Hamburg-Winterhude in einen Goldfischteich gefallen und fast ertrunken. So entwickelte und produzierte Markwitz eine Schwimmhilfe, die das Schwimmen vor allem für Kinder sicherer machen sollte als die bis dahin üblichen Schwimmringe aus Kork. Ein Lottogewinn in Höhe von 253.000 DM verlieh ihm das nötige Startkapital. Es dauerte bis 1964, ehe die Schwimmflügel ihre endgültige Form annahmen. Anfangs hatten die Schwimmflügel nur eine Luftkammer und keine Rückschlagklappen in den Ventilen. Am 13. Juni 1964 hatten seine triangelförmigen Schwimmflügel im Schwimmbad Hamburg-Ohlsdorf ihren ersten offiziellen Auftritt. Unter dem Markennamen „BEMA“ (für Bernhard Markwitz) wurden sie seither über 150 Millionen Mal verkauft. Produziert werden die Schwimmhilfen seit 1972 in Asien. Im Februar 2000 verstarb Markwitz im Alter von 79 Jahren nach einer Herzoperation. Seine letzte Ruhestätte fand er auf dem Friedhof Ohlsdorf im Planquadrat Q 13. 
Er war mit seiner Frau Gisela verheiratet und hatte eine Tochter und einen Sohn. 2000 übernahm der langjährige Partner und Produzent, das Unternehmen Wehncke Freizeit aus Hamburg, die Firma BEMA. Bis Juli 2002 blieb die Geschäftsführung noch bei Gisela Markwitz, ehe die Lizenzen an die mit Wehncke Freizeit verbundene Firmengruppe Friedola Gebr. Holzapfel GmbH in Meinhard-Frieda veräußert wurden. Friedola produzierte 2010 rund zwei Millionen Stück und erwirtschaftete einen Umsatz von 100 Millionen Euro.

## Auszeichnungen
- Bundesverdienstkreuz am Bande (6. Oktober 1982)[2]
- 1967 Ehrenmitglied des DLRG-Bezirks Alster